# Goldene Rede

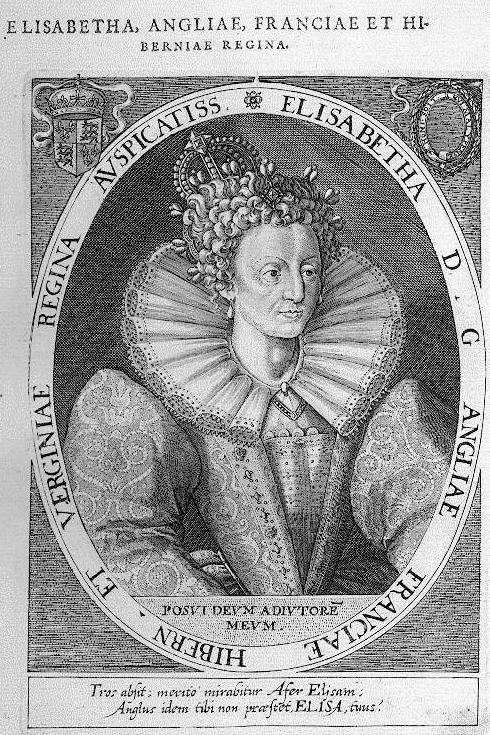
Elisabeth I. um 1600

Die Goldene Rede ist die Abschiedsrede der englischen Königin Elisabeth I. Sie richtete sie am 30. November 1601 an 140 Mitglieder des Parlaments, das im Whitehall-Palast zusammengekommen war, um sich bei der Königin über ungerechte Verteilungen von Handelsrechten zu beschweren. Inhalt der Rede war einerseits ihre besondere Wertschätzung für ihre Untertanen und die Mitglieder des Parlaments, und andererseits ihr Pflichtgefühl gegenüber ihren Untertanen sowie eine Zusammenfassung ihrer Regierungszeit und ihres Selbstverständnisses. Ebenso ging sie auf die Beschwerde der Anwesenden ein, indem sie sich auf ihre Seite stellte und den Missbrauch königlich gewährter Privilegien und Patente ansprach.
Die erste Hälfte der Rede nahmen die Abgeordneten kniend vor der Königin entgegen, bis diese sie bat aufzustehen, da sie beabsichtigte, noch länger zu sprechen. Nach der Rede küssten alle 140 Männer der Königin die Hand, worum die Königin am Ende der Rede bat. Es war Elisabeths letzter öffentlicher Auftritt. Sie starb 16 Monate später, am 24. März 1603.
Der Name Goldene Rede entstand Jahre später. In einer Flugschrift des Commonwealth, in der die Rede zitiert wurde, hieß es in der Überschrift, dass diese es wert sei, in Gold geschrieben zu werden.
Noch heute wird auf die Goldene Rede Bezug genommen. Zuletzt vom Erzbischof von Canterbury zum fünfzigsten Regierungsjahr von Königin Elisabeth II. Er benutzte den Juwelensatz der Rede als Einleitung und Ende. 

## Auszug aus der Rede
Es gibt kein Juwel, sei es noch so hoch im Preis, das ich über dieses Juwel stelle: ich meine eure Liebe. Diese achte ich mehr als alle Schätze oder Reichtümer. Diese wissen wir zu bewerten, doch Liebe und Dankbarkeit halte ich für unbezahlbar. Und hat mich Gott auch hoch erhoben, ist das, was ich als Ruhm meiner Krone zähle, dass ich mit eurer Liebe regiert habe.
Originaltext:
There is no jewel, be it of never so rich a price, which I set before this jewel, I mean your love. For I do esteem it more than any treasure or riches; for that we know how to prize, but love and thanks I count invaluable. And, though God hath raised me high, yet this I count the glory of my Crown, that I have reigned with your loves.